# 가와마촌 (지바현)
가와마촌(川間村)은 지바현 북서부, 히가시카쓰시카군에 속했던 촌이다.

## 교통

### 철도
- 도부 노다선

### 도로
- 이바라키 지바현도 제17호선
- 지바현도 제194호선

## 역사
- 1889년 4월 1일 - 정촌제 시행에 의해 히가시카쓰시카군 가와마촌이 성립하였다.
- 1899년 4월 1일 - 이바라키현 사시마군 나카가와촌의 일부를 편입하였다.
- 1930년 10월 1일 - 도부철도 가와마역이 개통하였다.
- 1957년 4월 1일 - 히가시카쓰시카군 후쿠다촌과 함께 노다시에 편입되었다.